# Bus de campagne

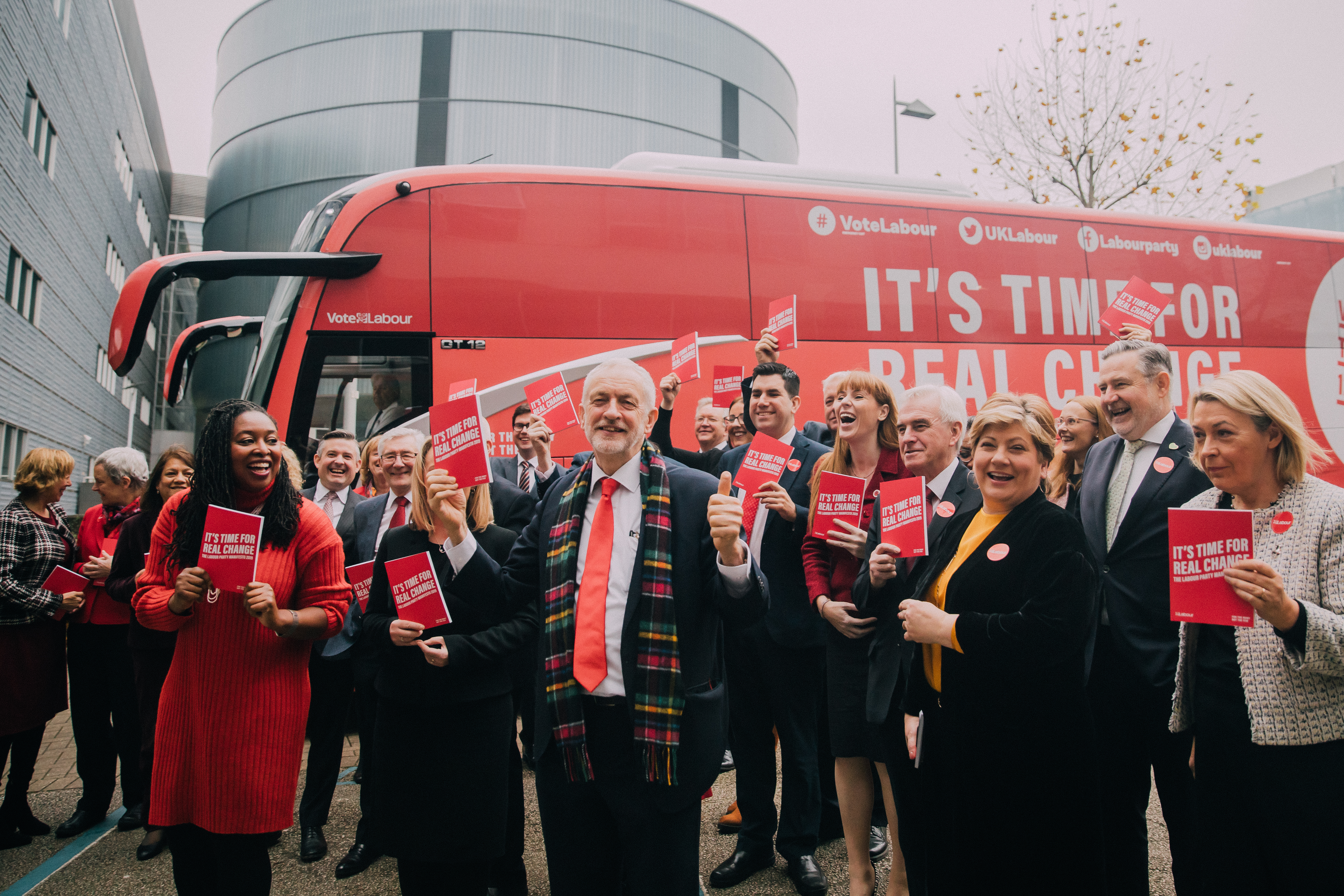
Un autobus de campagne et des candidats.

Un bus de campagne, une caravane de campagne ou un autobus de campagne au Canada, est un autocar utilisé pour le déplacement et comme centre des opérations lors d'une campagne électorale, que ce soit pour un candidat spécifique ou bien pour un parti politique. Un autobus de campagne peut également transporter à l'occasion des journalistes attitrés à la couverture médiatique des déplacements. À l'extérieur, le véhicule est caractérisé par son lettrage servant de panneau publicitaire et de décors aux apparitions publiques. Le mobilier à l'intérieur est disposé pour permettre le travail et le repos. Des bains de foule sont souvent organisés à ses abords, donnant lieu à des salutations avec des partisans ou bien parfois des altercations avec des opposants.

## Par pays

### Brésil
Luiz Inácio Lula da Silva adopte l'autobus pour mener sa campagne électorale à la présidence du Brésil. Durant celle-ci, « Lula a voyagé dans 350 villes et villages répartis dans 23 états, dans différents autobus de campagne ».

### Canada

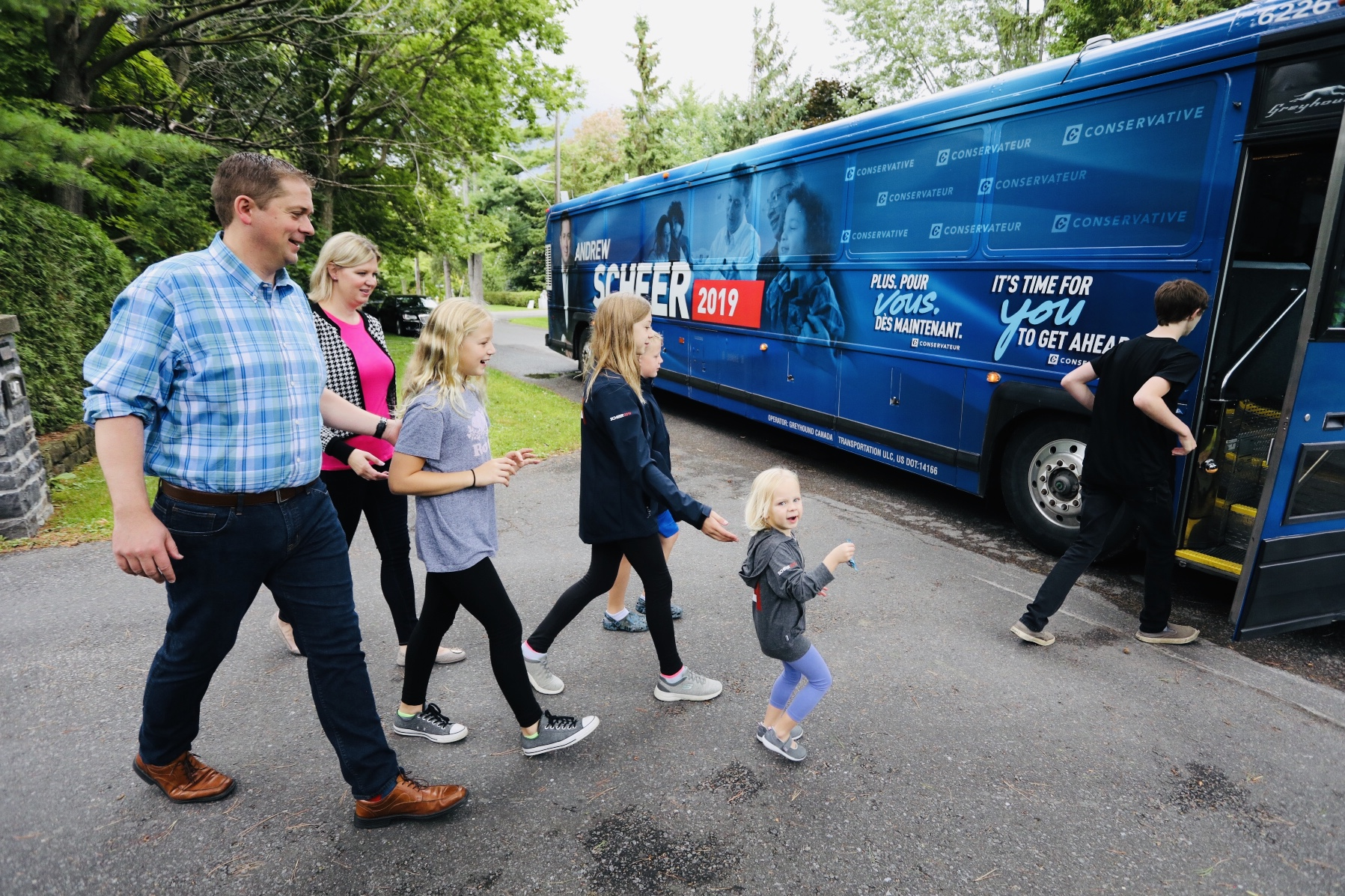
Le candidat Andrew Scheer empruntant son autobus de campagne en compagnie de sa famille.

Les autobus de campagne sont lettrés aux couleurs du parti politique, avec souvent une photo du candidat au poste de premier ministre et un slogan électoral. Lors des élections générales québécoises de 2018, le Parti québécois brise ce code en présentant un autobus de campagne présentant une fresque de style psychédélique accompagné de la phrase « Vous n'avez encore rien vu ».

### États-Unis

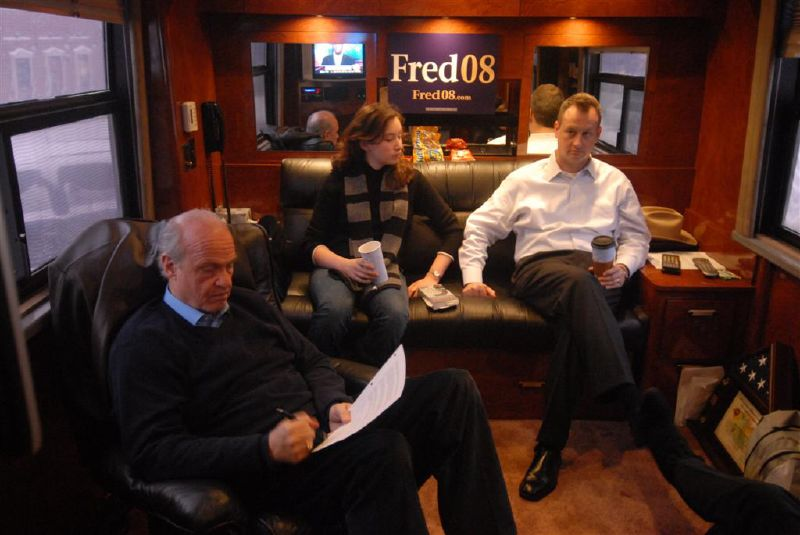
Intérieur de l'autobus de campagne de Fred Thompson en 2007.

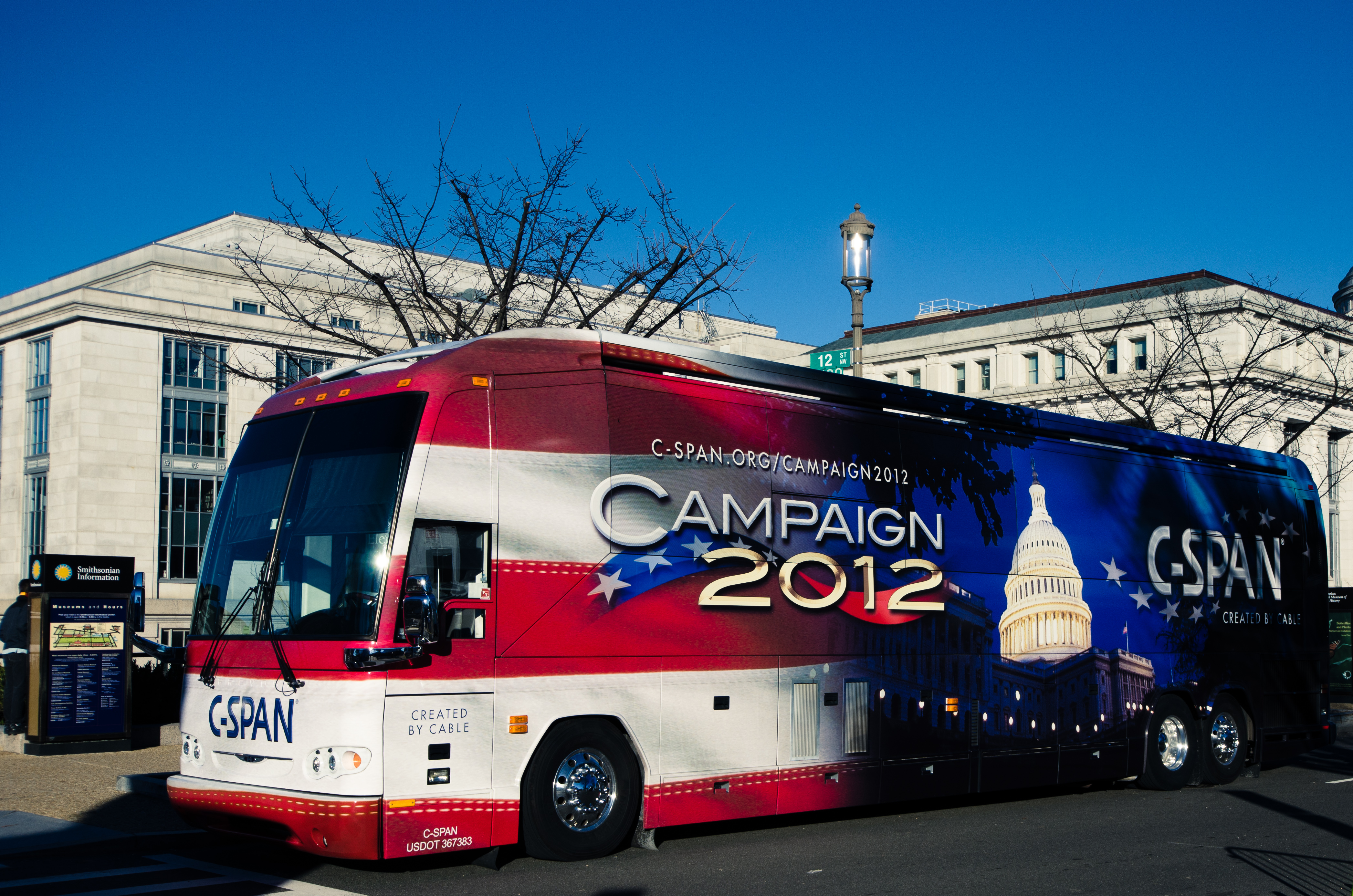
Autobus de campagne du média américain C-Span.

L'utilisation d'un autobus de campagne débute aussitôt que dans les années 1940. The New Republic rapportait lors de la campagne de l'élection présidentielle américaine de 1948 que le candidat Thomas Dewey avait été « agressé... dans son bus de campagne » par une admiratrice charmée qui « lui avait dit qu'elle voterait pour lui ». Le concept de l'Alliance pour le progrès de John F. Kennedy a été inventé à bord de son autobus de campagne durant sa traversée du Texas en 1960.
Les candidats peuvent donner des entrevues à la presse ou se détendre dans leur autobus. En 1972, la campagne de Edmund Muskie à l'élection présidentielle est entachée lorsqu'un journaliste écrit que Jane Muskie, la femme du candidat, « a essayé d'égayer un autobus de campagne avec la suggestion désinvolte que tout le monde échange des histoires risquées ».
Certains autobus se voient donner un nom relié au thème de la campagne électorale. Lors de l'élection présidentielle américaine de 2000, John McCain voyage à bord d'un autobus nommé le « Straight Talk Express ».
Lors de l'élection présidentielle américaine de 2020, des partisans du républicain Donald Trump auraient encercler et fait ralentir un des autobus du Parti démocrate.

### Royaume-Uni
Au Royaume-Uni, les autobus de campagne sont désignés battle bus (littéralement en français, les « bus de bataille »). Ils apparaissent à la fin des années 1970. Auparavant, les journalistes suivaient les chefs des partis politiques dans des voitures séparées. Les battle bus furent remarqués lors des élections générales britanniques de 1987 alors que David Owen et David Steel du SDP-Liberal Alliance ont chacun sillonné le pays dans des autobus assortis, chacun peint en jaune vif.
John Major « adopta l'ancienne pratique de s'adresser au public depuis un soap box (en) en l'érigeant devant son autobus de campagne ».